# Liste de peintures de Jacob van Ruisdael
Cette page établit une liste des peintures de Jacob van Ruisdael. Son œuvre est composée de paysages, souvent avec une cascade.
| image | Titre                                                                  | Dimensions | date de fondation/création | matériau                                  | collection                                   | Référence/numéro d'inventaire |
| ----- | ---------------------------------------------------------------------- | ---------- | -------------------------- | ----------------------------------------- | -------------------------------------------- | ----------------------------- |
|       | Vue d'Egmond aan Zee                                                   |            | 1640-1650                  |                                           | collection particulière                      |                               |
|       | Paysage avec une église                                                |            | 1640-1650                  |                                           | Dulwich Picture Gallery                      | DPG9                          |
|       | Blanchiment sur pré                                                    |            | 1640-1650                  |                                           | National Gallery                             | NG44                          |
|       | Chasseurs dans un paysage boisé                                        |            | 1640-1650                  |                                           | collection particulière                      |                               |
|       | Dunes boisées                                                          |            | 1646                       |                                           | Musée de l'Ermitage                          | ГЭ-939                        |
|       | Paysage avec un chalet et des arbres                                   |            | 1646                       |                                           | Kunsthalle de Hambourg                       | 159                           |
|       | Paysage avec moulin à vent                                             |            | 1646                       |                                           | Cleveland Museum of Art                      | 1967.19                       |
|       | Paysage avec un chalet et un moulin à vent                             |            | 1646                       |                                           | collection particulière                      |                               |
|       | Paysage de dune avec une chaumière                                     |            | 1646                       |                                           | musée Frans Hals                             | OS-I-298                      |
|       | L'Entrée d'un bois                                                     |            | 1646                       |                                           | Académie des beaux-arts de Vienne            | GG-1368                       |
|       | Paysage avec un village au loin                                        |            | 1646                       |                                           | Metropolitan Museum of Art                   | 65.181.10                     |
|       | Route dans une forêt de chênes                                         |            | 1646                       |                                           | Statens Museum for Kunst                     | KMSsp575                      |
|       | Banc de sable                                                          |            | 1647                       |                                           | Nivaagaards                                  | 0049NMK                       |
|       | Chêne près d'un étang                                                  |            | 1647                       |                                           | musée des beaux-arts de Budapest             | 263                           |
|       | Route à travers une forêt de chênes                                    |            | 1647                       |                                           | Statens Museum for Kunst                     | KMS3366                       |
|       | Paysage de dunes avec un paysan sur une route de sable près de Haarlem | 69 × 91 cm | 1647                       | huile sur panneau de chêne trois planches | collection particulière Vente Sotheby's 2011 |                               |
|       | Route dans les dunes                                                   |            | 1647                       |                                           | Alte Pinakothek                              | 544                           |
|       | Paysage                                                                |            | 1647                       |                                           | musée des beaux-arts Pouchkine               | Ж-2636                        |
|       | Dunes avec un muletier                                                 |            | 1647                       |                                           | Museum der bildenden Künste                  | 1055                          |
|       | Paysage avec une écluse                                                |            | 1647                       |                                           | Rijksmuseum Twenthe                          | 433                           |
|       | Maisons de paysans dans les dunes                                      |            | 1647                       |                                           | musée de l'Ermitage                          | ГЭ-933                        |
|       | Paysage avec deux personnages sur une hauteur et un torrent à droite   |            | 1647                       |                                           | collection particulière                      |                               |
|       | Route à l'orée d'une forêt                                             |            | 1647                       |                                           | musée de l'Ermitage                          | ГЭ-935                        |
|       | Vue de Naarden et de l'église de Muiderberg                            |            | 1647                       |                                           | musée Thyssen-Bornemisza                     | 354 (1930.99)                 |
|       | Pont avec une écluse                                                   |            | 1648                       |                                           | J. Paul Getty Museum                         | 86.PB.597                     |
|       | Route dans les dunes                                                   |            | 1648                       |                                           | musée Frans Hals                             | os 2002-62                    |
|       | Dunes en bord de mer                                                   |            | 1648                       |                                           | collection particulière                      |                               |
|       | Paysage de dunes boisées                                               |            | 1648                       |                                           | collection particulière                      |                               |
|       | Paysage boisé avec un étang                                            |            | 1648                       |                                           | musée des beaux-arts de Houston              | 2001.8                        |
|       | Tempête sur les dunes                                                  |            | 1648                       |                                           | Philadelphia Museum of Art                   | Cat. 567                      |
|       | Vieil orme avec vue d'Egmond aan Zee                                   |            | 1648                       |                                           | Currier Museum of Art                        |                               |
|       | Pont de pierre                                                         |            | 1648                       |                                           | Philadelphia Museum of Art                   | Cat. 570                      |
|       | Paysage boisé avec voyageur sur un chemin                              |            | 1649                       |                                           | collection particulière                      |                               |
|       | Paysage avec dunes                                                     |            | 1649                       |                                           | musée d'art du comté de Los Angeles          | M.75.138                      |
|       | Titre français non connu                                               |            | 1649                       |                                           | collection particulière                      |                               |
|       | Paysage par temps d'orage                                              |            | 1649                       |                                           | Musée Fabre                                  | 836-4-53                      |
|       | Chênes près d'un étang                                                 |            | 1649                       |                                           | Statens Museum for Kunst                     | KMSsp572                      |
|       | Les Vieux Chênes                                                       |            | 1649                       |                                           | Collection privée                            |                               |
|       | Mare dans une forêt                                                    |            | vers 1649                  |                                           | Collection privée                            |                               |
|       | Paysage avec une rivière et l'entrée d'une grotte                      |            | 1649                       |                                           | musée d'histoire de l'art de Vienne          | GG_9807                       |
|       | Le bord d'une rivière                                                  |            | 1649                       |                                           | Galerie nationale d'Écosse                   | NGL 033.84                    |
|       | Paysage                                                                |            | 1649                       |                                           | Musée royal des beaux-arts d'Anvers          | 320                           |
|       | Le Buisson                                                             | 68 × 82 cm | vers 1649                  |                                           | Musée du Louvre, Paris                       | INV 1819                      |

Voyage en Allemagne en 1650
| image | Titre                                                                        | Dimensions   | date de fondation/création | matériau        | collection                                   | Référence/numéro d'inventaire |
| ----- | ---------------------------------------------------------------------------- | ------------ | -------------------------- | --------------- | -------------------------------------------- | ----------------------------- |
|       | Paysage rocheux                                                              | 102 × 125 cm | vers 1650                  | huile sur toile | Wallace Collection, Londres                  | P50                           |
|       | Paysage avec un village                                                      | 72 × 90 cm   | 1650 - 1655                | huile sur toile | Wallace Collection, Londres                  | P156                          |
|       | Paysage avec vue sur Ootmarsum                                               |              | 1650-1660                  |                 | Alte Pinakothek                              | 10818                         |
|       | La Forêt                                                                     |              | 1650-1660                  |                 | Département des peintures du musée du Louvre | D.1955.2.1                    |
|       | Dunes avec un berger et son troupeau                                         |              | 1650-1660                  |                 | Fondation Custodia                           | 6484                          |
|       | Deux moulins à eau et une écluse ouverte                                     |              | 1650-1660                  |                 | collection particulière                      |                               |
|       | Paysage vallonné et boisé avec un château                                    |              | 1650-1660                  |                 | Duke of Buccleuch collection                 |                               |
|       | Titre français non connu                                                     |              | 1650-1660                  |                 | collection particulière                      |                               |
|       | Mer agitée à une jetée                                                       |              | 1650-1660                  |                 | musée d'art Kimble                           | AP 1989.01                    |
|       | Scène de plage (probablement vers Egmond)                                    |              | 1650-1660                  |                 | Instituut Collectie Nederland                | NK 2591                       |
|       | Les voyageurs sur un chemin forestier                                        |              | 1650-1660                  |                 | Galerie nationale de Finlande                | A III 2427                    |
|       | Passage à gué                                                                |              | 1650-1660                  |                 | Galerie nationale de Finlande                | A I 680                       |
|       | Chalets sur les dunes                                                        |              | 1650-1660                  |                 | Galerie nationale de Finlande                | A I 681                       |
|       | Une colline boisée                                                           |              | 1650-1660                  |                 | Galerie nationale de Finlande                | A I 683                       |
|       | Vue de la mer depuis les dunes                                               |              | 1650-1660                  |                 | Kunsthaus de Zurich                          | R 31                          |
|       | Titre français non connu                                                     |              | 1650-1660                  |                 | collection particulière                      |                               |
|       | Chêne                                                                        |              | 1650-1660                  |                 | Art, Design & Architecture Museum            | 1960.18                       |
|       | Voyageurs et bergers à un carrefour près d'un arbre mort                     |              | 1650-1660                  |                 | Musées royaux des beaux-arts de Belgique     | 1177                          |
|       | Moulin à eau à côté d'une forêt                                              |              | 1650-1660                  |                 | collection particulière                      |                               |
|       | Château de Bentheim                                                          |              | 1650-1660                  |                 | Rijksmuseum Amsterdam                        | SK-A-347                      |
|       | Titre français non connu                                                     |              | 1650-1660                  |                 | Gemäldegalerie                               | 885H                          |
|       | Titre français non connu                                                     |              | 1650-1660                  |                 | Gemäldegalerie                               | 884D                          |
|       | Chêne dans un champ                                                          |              | 1650-1660                  |                 | collection particulière                      |                               |
|       | Huis ter Kleef                                                               |              | 1650-1660                  |                 | collection particulière                      |                               |
|       | Titre français non connu                                                     |              | 1650-1660                  |                 | Niedersächsisches Landesmuseum               |                               |
|       | Mer agitée avec cogues                                                       |              | 1650-1660                  |                 | Nationalmuseum                               | NM 4033                       |
|       | Vue du château de Bentheim                                                   |              | 1650-1660                  |                 | Mauritshuis                                  | 1151                          |
|       | Paysage de dunes avec Haarlem au loin                                        |              | 1650-1660                  |                 | collection particulière                      |                               |
|       | Paysage avec dune et petite chute d'eau                                      |              | 1650-1660                  |                 | musée national de l'art occidental           | P.1969-0002                   |
|       | Titre français non connu                                                     |              | 1650-1660                  |                 | collection particulière                      |                               |
|       | Dunes                                                                        |              | 1650-1660                  |                 | Philadelphia Museum of Art                   | Cat. 563                      |
|       | Un champ de maïs, dans le fond de la Zuiderzee                               |              | 1650-1660                  |                 | musée Boijmans Van Beuningen                 | 1742 (OK)                     |
|       | Paysage de dune avec chasse au lapin                                         |              | 1650-1660                  |                 | musée Frans Hals                             | OS-I-299                      |
|       | Titre français non connu                                                     |              | 1650-1660                  |                 | collection particulière                      |                               |
|       | Chênes au bord d'un lac avec des nénuphars                                   |              | 1650-1660                  |                 | Gemäldegalerie                               | 885G                          |
|       | Paysage avec un champ de blé                                                 |              | 1650-1660                  |                 | J. Paul Getty Museum                         | 83.PA.278                     |
|       | Colline boisée avec vue sur le château de Bentheim                           |              | 1650-1660                  |                 | galerie d'art de Nouvelle-Galles du Sud      | 256.1991                      |
|       | Paysage de montagne avec cascade                                             |              | 1650-1660                  |                 | Mauritshuis                                  | 153                           |
|       | Titre français non connu                                                     |              | 1650-1660                  |                 | collection particulière                      |                               |
|       | Titre français non connu                                                     |              | 1650-1660                  |                 | Eijk and Rose-Marie van Otterloo Collection  |                               |
|       | Titre français non connu                                                     |              | 1650                       |                 | Gemäldegalerie Alte Meister                  | 1503                          |
|       | Paysage boisé avec un étang                                                  |              | 1650                       |                 | collection particulière                      |                               |
|       | paysage de dune près de Haarlem                                              |              | 1650                       |                 | Statens Museum for Kunst                     | KMS3579                       |
|       | Paysage avec un moulin à vent dans la soirée                                 |              | 1650                       |                 | Royal Collection                             | RCIN 405538                   |
|       | Piste sableuse dans les dunes                                                |              | 1650                       |                 | Rijksmuseum Amsterdam Amsterdam Museum       | SK-C-562 SA 7397              |
|       | Vue d'Egmond aan Zee                                                         |              | 1650                       |                 | Nationalmuseum                               | NM 618                        |
|       | Paysage avec un voyageur                                                     |              | 1650                       |                 | musée de l'Ermitage                          | ГЭ-938                        |
|       | Vue d'Egmond-aan-Zee                                                         |              | 1650                       |                 | Kelvingrove Art Gallery and Museum           | 34                            |
|       | Le Cloître                                                                   |              | 1650-1660                  |                 | Gemäldegalerie Alte Meister                  | 884b                          |
|       | Deux moulins à eau et une écluse ouverte près de Singraven                   |              | 1650                       |                 | National Gallery                             | NG986                         |
|       | Arbres sur un lac avec chaloupe                                              |              | 1650                       |                 | musée Boijmans Van Beuningen                 | VdV 72A                       |
|       | Vue de Haarlem                                                               | 53 × 67 cm   | 1650-1682                  | huile sur toile | Collection privée, Galerie Noortman en 2004  |                               |
|       | Vue de Haarlem du nord-ouest, avec les champs de blanchiment au premier plan | 43 × 38 cm   | 1650-1682                  | huile sur toile | Rijksmuseum Amsterdam                        | SK-A-351                      |
|       | Paysage avec moulins à vent près de Haarlem                                  |              | 1651                       |                 | Dulwich Picture Gallery                      | DPG168                        |
|       | Le Château de Bentheim                                                       |              | 1651                       |                 | collection particulière                      |                               |
|       | Titre français non connu                                                     |              | 1651                       |                 | Gemäldegalerie                               | 885F                          |
|       | Le Grand Étang                                                               |              | 1652                       |                 | musée d'art d'Indianapolis                   | 62.247                        |
|       | Paysage avec une passerelle                                                  | 98 × 159 cm  | 1652                       | huile sur toile | The Frick Collection, New York               | 1949.1.156                    |
|       | Paysage vallonné                                                             |              | 1652                       |                 | musée Herzog Anton Ulrich                    | 376                           |
|       | Le Grand Chêne                                                               |              | 1652                       |                 | musée d'art du comté de Los Angeles          | M.91.164.1                    |
|       | Le Château de Bentheim                                                       |              | 1653                       |                 | Guildhall Art Gallery                        | 57                            |
|       | Paysage avec un moulin et des ruines                                         |              | 1653                       |                 | musée national d'Australie-Méridionale       | 853P6                         |
|       | Paysage vallonné avec fauconnier et cavalier                                 |              | 1653                       |                 | collection particulière                      |                               |
|       | Le Château de Bentheim                                                       |              | 1653                       |                 | collection particulière                      |                               |
|       | Maisonnette sous les arbres près d'un champ                                  |              | 1653                       |                 | collection particulière                      |                               |
|       | Titre français non connu                                                     |              | 1653                       |                 | Speed Art Museum                             | 1998.3                        |
|       | Deux moulins à eau et une écluse ouverte                                     | 66 × 84 cm   | 1653                       | huile sur toile | J. Paul Getty Museum, Los Angeles            | 82.PA.18                      |
|       | Le Château de Bentheim                                                       | 110 × 144 cm | 1653                       | huile sur toile | Galerie nationale d'Irlande                  | NGI.4531                      |
|       | Scène de forêt                                                               |              | 1653                       |                 | Rijksmuseum Amsterdam                        | SK-A-350                      |
|       | Le Cimetière juif                                                            | 84 × 95 cm   | vers 1655                  | huile sur toile | Gemäldegalerie Alte Meister                  | 1502                          |
|       | Scène de forêt                                                               |              | 1655                       |                 | National Gallery of Art                      | 1942.9.80                     |
|       | Navires dans une mer agitée                                                  |              | 1655                       |                 | Instituut Collectie Nederland                | 2268 SK-C-1633 NK3274         |
|       | Ruines de Brederode                                                          |              | 1655                       |                 | Philadelphia Museum of Art                   | Cat. 564                      |
|       | Orée d'une forêt avec un champ                                               |              | 1655                       |                 | musée d'art Kimble                           |                               |
|       | Forêt avec des personnages près d'une rivière                                |              | 1655                       |                 | collection particulière                      |                               |
|       | Paysage avec un moulin à vent près d'une rivière                             |              | 1655                       |                 | collection particulière                      |                               |
|       | Paysage boisé vallonné                                                       |              | 1655                       |                 | collection particulière                      |                               |
|       | Paysage avec rivière                                                         |              | 1655                       |                 | musée des beaux-arts Pouchkine               | Ж-575                         |
|       | Paysage forestier avec une maison près d'une cascade                         |              | 1655                       |                 | Städel                                       | 754                           |
|       | Paysage avec les ruines du château d'Egmond                                  |              | 1655                       |                 | Art Institute of Chicago                     | 1947.475                      |
|       | Champ en pente avec gerbes                                                   |              | 1655                       |                 | collection particulière                      |                               |
|       | La Grande forêt                                                              | 139 × 180 cm | 1655-1660                  | huile sur toile | musée d'histoire de l'art de Vienne          | GG_426                        |
|       | La Cascade (avec un château au sommet de la montagne)                        | 100 × 87 cm  | 1655-1660                  | Huile           | Château Wilhelmshöhe, Cassel                 | GK 398                        |

Installation à Amsterdam en 1656
| image | Titre                                                                    | Dimensions   | date de fondation/création | matériau        | collection                                   | Référence/numéro d'inventaire |
| ----- | ------------------------------------------------------------------------ | ------------ | -------------------------- | --------------- | -------------------------------------------- | ----------------------------- |
|       | Vue d'Amsterdam                                                          |              | 1656                       |                 | musée des beaux-arts de Budapest             |                               |
|       | Paysage avec bergers et paysans                                          | 52 × 60 cm   | 1660-1670                  | huile sur toile | Musée des Offices, Florence                  | 1201                          |
|       | Titre français non connu                                                 |              | 1660-1670                  |                 | collection particulière                      |                               |
|       | Titre français non connu                                                 |              | 1660-1670                  |                 | collection particulière                      |                               |
|       | Titre français non connu                                                 |              | 1660-1670                  |                 | collection particulière                      |                               |
|       | Titre français non connu                                                 |              | 1660-1670                  |                 | Liechtenstein Museum                         |                               |
|       | La Maison Kostverloren au bord de l'Amstel                               |              | 1660-1670                  |                 | Amsterdam Museum                             | SA 38217                      |
|       | Cascade au coucher du soleil                                             |              | 1660-1670                  |                 | Gemäldegalerie                               | 899A                          |
|       | Paysage d'hiver                                                          |              | 1660-1670                  |                 | Mauritshuis                                  | 802                           |
|       | Cascade dans un bois de chênes                                           |              | 1660-1670                  |                 | musée Fabre                                  | 836.4.54                      |
|       | Paysage montagneux avec une cascade, un chalet et un château             |              | 1660-1670                  |                 | collection particulière                      |                               |
|       | Paysage d'hiver                                                          |              | 1660-1670                  |                 | Birmingham Museum of Art                     | 1968.43                       |
|       | Titre français non connu                                                 |              | 1660-1670                  |                 | collection particulière                      |                               |
|       | Paysage avec cascade et montagne                                         |              | 1660-1670                  |                 | musée des beaux-arts de Lyon                 | A4478                         |
|       | Chute d'eau avec pont et de pins                                         |              | 1660-1670                  |                 | Beecroft Art Gallery                         | SOUAG.B113                    |
|       | Titre français non connu                                                 |              | 1660-1670                  |                 | collection particulière                      |                               |
|       | Paysage d'hiver avec moulin à eau                                        |              | 1660-1670                  |                 | collection particulière                      |                               |
|       | Route à travers un bosquet                                               |              | 1660-1670                  |                 | Nationalmuseum                               | NM 616                        |
|       | Cascade avec un village, un pont et des pins                             |              | 1660-1670                  |                 | musée des beaux-arts du Canada               | 5878                          |
|       | Titre français non connu                                                 |              | 1660-1670                  |                 | Städel                                       | 1156                          |
|       | Titre français non connu                                                 |              | 1660-1670                  |                 | collection particulière                      |                               |
|       | Paysage montagneux avec torrent                                          |              | 1660-1670                  |                 | musée des beaux-arts de Strasbourg           | MBA 619                       |
|       | Titre français non connu                                                 |              | 1660-1670                  |                 | collection particulière                      |                               |
|       | Paysage de montagne et cascade                                           |              | 1660-1670                  |                 | musée national de Varsovie                   | Dep.2638 (Wil.1553)           |
|       | Paysage fluvial avec une église                                          |              | 1660-1670                  |                 | musée Calouste-Gulbenkian                    | 398                           |
|       | Les deux moulins                                                         |              | 1660-1670                  |                 | musée des beaux-arts de Strasbourg           | MBA 265                       |
|       | Torrent avec chênes                                                      |              | 1660-1670                  |                 | Alte Pinakothek                              | 1038                          |
|       | Titre français non connu                                                 |              | 1660s                      |                 | National Gallery                             | NG2567                        |
|       | Paysage montagneux avec cascade                                          |              | 1660-1670                  |                 | Rijksmuseum Amsterdam                        | SK-A-348 SB 5813              |
|       | Paysage boisé et vallonné                                                |              | 1660-1670                  |                 | Cleveland Museum of Art                      | 1963.575                      |
|       | Chute d'eau basse dans un paysage boisé avec un hêtre mort               |              | 1660-1670                  |                 | Cleveland Museum of Art                      | 1967.63                       |
|       | Titre français non connu                                                 |              | 1660-1670                  |                 | Petworth House National Trust                | NT 486803                     |
|       | Titre français non connu                                                 |              | 1660-1670                  |                 | Maximilian Speck von Sternburg               | 143                           |
|       | Chasse au cerf dans un bois avec un marécage                             |              | 1660-1670                  |                 | Gemäldegalerie Alte Meister                  | 1492                          |
|       | Le Château de Bentheim                                                   |              | 1660-1670                  |                 | collection particulière                      |                               |
|       | Titre français non connu                                                 |              | 1660-1670                  |                 | collection particulière                      |                               |
|       | Vue d'un champ de céréales avec une ville au loin                        |              | 1660-1670                  |                 | musée d'art du comté de Los Angeles          | M.2009.106.12                 |
|       | Titre français non connu                                                 |              | 1660-1670                  |                 | collection particulière                      |                               |
|       | Cascade avec un château sur un pic rocheux                               |              | 1660-1670                  |                 | musée Herzog Anton Ulrich                    | 378                           |
|       | Trois Grands arbres dans un paysage montagneux avec une rivière          |              | 1660-1670                  |                 | Norton Simon Museum                          | F.1971.2.P                    |
|       | Paysage avec une écluse                                                  |              | 1660s                      |                 | musée d'art de Toledo                        | 1978.68                       |
|       | Titre français non connu                                                 |              | 1660-1670                  |                 | musée Thyssen-Bornemisza                     | 355 (1930.100)                |
|       | Paysage d'hiver avec vue sur la rivière Amstel et Amsterdam au loin      |              | 1660-1670                  |                 | collection particulière                      |                               |
|       | Titre français non connu                                                 |              | 1660s                      |                 | collection particulière                      |                               |
|       | Torrent de montagne                                                      |              | 1660s                      |                 | Statens Museum for Kunst                     | KMSsp569 298                  |
|       | Paysage rocheux                                                          |              | 1660s                      |                 | Rijksmuseum Amsterdam Amsterdam Museum       | SK-C-212 SA 8299              |
|       | Paysage avec une cascade et un chalet                                    |              | 1660-1670                  |                 | Statens Museum for Kunst                     | KMSsp570 299                  |
|       | Titre français non connu                                                 |              | 1660-1670                  |                 | Wadsworth Atheneum                           | 1950.498                      |
|       | Titre français non connu                                                 |              | 1660-1670                  |                 | musée municipal de Leyde                     | NK 2497                       |
|       | Titre français non connu                                                 |              | 1660-1670                  |                 | Hofje van Mevrouw van Aerden                 | Br.L8                         |
|       | Le Château de Bentheim                                                   |              | 1660-1670                  |                 | collection particulière                      |                               |
|       | Chute d'eau dans un paysage vallonné                                     |              | 1660-1670                  |                 | musée de l'Ermitage                          | ГЭ-942                        |
|       | Cascade dans un paysage rocheux                                          |              | 1660-1670                  |                 | Statens Museum for Kunst                     | KMSsp573                      |
|       | Titre français non connu                                                 |              | 1660-1670                  |                 | Niedersächsisches Landesmuseum               |                               |
|       | Le Gué                                                                   |              | 1660-1670                  |                 | Rijksmuseum Amsterdam                        | SK-A-2337                     |
|       | Une route à travers un bois de chêne                                     |              | 1660-1670                  |                 | musée national de l'art occidental           | P.1980-0002                   |
|       | Titre français non connu                                                 |              | 1660-1670                  |                 | collection particulière                      |                               |
|       | Titre français non connu                                                 |              | 1660s                      |                 | collection particulière                      |                               |
|       | Titre français non connu                                                 |              | 1660-1670                  |                 | Städel                                       | 941                           |
|       | L'Entrée d'un bois                                                       |              | 1660-1670                  |                 | Département des peintures du musée du Louvre | RF 710                        |
|       | Mer agitée avec des bateaux à voile                                      |              | 1660-1670                  |                 | musée Thyssen-Bornemisza                     | 359 (1957.2)                  |
|       | Forêt                                                                    |              | 1660-1670                  |                 | Musée des beaux-arts de Boston               | 52.1757                       |
|       | Titre français non connu                                                 |              | 1660s                      |                 | Niedersächsisches Landesmuseum               |                               |
|       | Paysage d'hiver                                                          |              | 1660-1670                  |                 | Philadelphia Museum of Art                   | Cat. 569                      |
|       | Titre français non connu                                                 |              | 1660-1670                  |                 | Musée de l'Ermitage                          | ГЭ-936                        |
|       | Paysage avec une cascade                                                 |              | 1660-1670                  |                 | Philadelphia Museum of Art                   | W1895-1-8                     |
|       | Titre français non connu                                                 |              | 1660-1670                  |                 | collection particulière                      |                               |
|       | Vue de la Côte de Norvège                                                |              | 1660-1670                  |                 | Musée Calouste-Gulbenkian                    | 120                           |
|       | Champ en pente                                                           |              | 1660-1670                  |                 | Philadelphia Museum of Art                   | Cat. 566                      |
|       | Titre français non connu                                                 |              | 1660-1670                  |                 | collection particulière                      |                               |
|       | La plage et les dunes de Scheveningen                                    |              | 1660-1670                  |                 | musée Condé                                  | PE 138                        |
|       | Paysage des environs d'Haarlem                                           |              | 1660-1670                  |                 | musée Jacquemart-André                       |                               |
|       | Moulin à eau                                                             |              | 1660                       |                 | National Gallery of Victoria                 | 1249-3                        |
|       | Chênes près d'une route, soir                                            |              | 1660                       |                 | Statens Museum for Kunst                     | KMS372                        |
|       | Titre français non connu                                                 |              | 1660                       |                 | collection particulière                      |                               |
|       | Champ de blé                                                             | 46 × 56 cm   | 1660                       | huile sur toile | palais des beaux-arts de Lille               | P 224                         |
|       | Marécage dans une forêt au crépuscule                                    |              | 1660                       |                 | musée des beaux-arts de Bilbao               | 92/118                        |
|       | Le Château de Bentheim                                                   |              | 1660                       |                 | Städtische Kunstsammlungen, Augsburg         |                               |
|       | Paysage boisé avec un étang et des personnages                           |              | 1660                       |                 | Norton Simon Museum                          | M.1969.33.P                   |
|       | Titre français non connu                                                 |              | 1660                       |                 | collection particulière                      |                               |
|       | Cornelis de Graeff avec sa femme et ses fils                             |              | 1660                       |                 | National Gallery of Ireland                  | NGI.287                       |
|       | Paysage avec un pont, des bovins et des personnages                      |              | 1660                       |                 | Clark Art Institute                          | 1955.29                       |
|       | Paysage boisé avec une cascade                                           |              | 1660                       |                 | musée d'art de San Diego                     | 1940.74                       |
|       | Petit paysage boisé                                                      |              | 1660                       |                 | musée d'histoire de l'art de Vienne          | GG_456                        |
|       | Moulin à eau près d'une ferme                                            |              | 1660                       |                 | musée Boijmans Van Beuningen                 | 2520 (OK)                     |
|       | Rivière dans la forêt                                                    |              | 1660s                      |                 | Metropolitan Museum of Art                   | 89.15.4                       |
|       | Une cascade dans un paysage rocheux                                      |              | 1660                       |                 | National Gallery                             | NG627                         |
|       | Le Cimetière juif                                                        |              | 1660                       |                 | Detroit Institute of Arts                    | 26.3                          |
|       | Paysage avec moulin à eau                                                |              | 1661                       |                 | Rijksmuseum Amsterdam Amsterdam Museum       | SK-C-213 SA 8298              |
|       | Un paysage boisé                                                         |              | 1662                       |                 | Barber Institute of Fine Arts                | 38.11                         |
|       | Titre français non connu                                                 |              | 1662                       |                 | National Gallery of Ireland                  | NGI.37                        |
|       | Vue de l'IJ un jour de tempête                                           |              | 1662                       |                 | Worcester Art Museum                         | 1940.52                       |
|       | Marécage boisé                                                           | 72 × 99 cm   | 1664 - 1666                | Huile sur toile | Musée de l'Ermitage, Saint-Pétersbourg       | ГЭ-934                        |
|       | Titre français non connu                                                 |              | 1665                       |                 | collection particulière                      |                               |
|       | Cascade avec maison à colombages et château                              |              | 1665                       |                 | Fogg Art Museum                              | 1953.2                        |
|       | Grand paysage avec ruines                                                |              | 1665                       |                 | National Gallery                             | NG2561                        |
|       | Paysage norvégien avec cascade                                           |              | 1665                       |                 | Residenzgalerie                              | 425                           |
|       | Le Coup de soleil                                                        | 83 × 99 cm   | 1665                       |                 | Département des peintures du musée du Louvre | INV 1820                      |
|       | Paysage avec cascade                                                     |              | 1665                       |                 | musée d'art de Saint-Louis                   | 44:1974                       |
|       | Bosquet de grands chênes au bord d'un étang                              |              | 1665                       |                 | Staatliche Kunsthalle Karlsruhe              | 2565                          |
|       | Un village en hiver                                                      |              | 1665                       |                 | Alte Pinakothek                              | 117                           |
|       | Vue d'Amsterdam                                                          |              | 1665                       |                 | National Gallery collection particulière     |                               |
|       | Paysage avec château en ruine et église de village                       |              | 1665                       |                 | National Gallery                             | NG990                         |
|       | Paysage d'hiver                                                          |              | 1665                       |                 | Rijksmuseum Amsterdam                        | SK-A-349                      |
|       | Titre français non connu                                                 |              | 1666                       |                 | collection particulière                      |                               |
|       | Vue de Haarlem avec des champs de blanchiment                            |              | 1667                       |                 | Timken Museum of Art                         |                               |
|       | Paysage d'hiver avec patineurs                                           |              | 1667                       |                 | musée Boijmans Van Beuningen                 | 2522 (OK)                     |
|       | Champs de blé                                                            |              | 1668                       |                 | Metropolitan Museum of Art, New York         | 32.100.14                     |
|       | Paysage boisé avec chute d'eau                                           |              | entre 1665 et 1670         |                 | North Carolina Museum of Art                 | 52.9.56                       |
|       | Dunes et champs de blanchiment                                           |              | 1668                       |                 | Gemäldegalerie                               | 885E                          |
|       | Chute d'eau près d'une église                                            |              | 1668                       |                 | Musée Wallraf Richartz                       |                               |
|       | Paysage avec une cascade                                                 |              | 1668                       |                 | Rijksmuseum Amsterdam Amsterdam Museum       | SK-C-210 SA 8297              |
|       | Le Moulin près de Wijk bij Duurstede                                     | 83 × 101 cm  | 1668-1670                  | huile sur toile | Rijksmuseum Amsterdam                        | SK-C-211 SA 8296              |
|       | L'Estacade ou Gros temps sur une digue de Hollande dit aussi Une Tempête | 110 × 160 cm | 1670-1675                  |                 | Musée du Louvre, Paris                       | INV 1818                      |
|       | Titre français non connu                                                 |              | 1670-1680                  |                 | Gemäldegalerie Alte Meister                  | 1498                          |
|       | Paysage avec cascade                                                     | 101 × 142 cm | vers 1670                  | huile sur toile | Wallace Collection                           | P56                           |
|       | Paysade avec la vue de Haarlem du Nord-Ouest                             | 54 × 67 cm   | 1670-1675                  | huile sur toile | Gemäldegalerie (Berlin)                      | 885C                          |
|       | Paysage avec une chute d'eau près d'un château                           |              | 1670-1680                  |                 | collection particulière                      |                               |
|       | Titre français non connu                                                 |              | 1670-1680                  |                 | collection particulière                      |                               |
|       | Paysage de montagne avec un torrent                                      |              | 1670-1680                  |                 | collection particulière                      |                               |
|       | Titre français non connu                                                 |              | 1670-1680                  |                 | collection particulière                      |                               |
|       | Titre français non connu                                                 |              | 1670-1680                  |                 | Mount Stuart House                           |                               |
|       | Titre français non connu                                                 |              | 1670-1680                  |                 | collection particulière                      |                               |
|       | Titre français non connu                                                 |              | 1670-1680                  |                 | collection particulière                      |                               |
|       | Paysage d'hiver avec deux moulins à vent                                 |              | 1670-1680                  |                 | Eijk and Rose-Marie van Otterloo Collection  |                               |
|       | Titre français non connu                                                 |              | 1670-1680                  |                 | collection particulière                      |                               |
|       | Bateaux sur une mer orageuse                                             |              | 1670-1680                  |                 | Philadelphia Museum of Art                   | E1924-3-56                    |
|       | Champs de blanchiment au nord-nord-est de Haarlem                        |              | 1670-1680                  |                 | Philadelphia Museum of Art                   | E1924-3-90                    |
|       | Paysage de montagne avec un moulin                                       |              | 1670-1680                  |                 | Musée de l'Ermitage                          | ГЭ-932                        |
|       | Paysage avec forêt et pont                                               |              | 1670-1680                  |                 | Philadelphia Museum of Art                   | E1924-3-77                    |
|       | Paysage d'hiver avec moulin à vent                                       |              | 1670-1680                  |                 | Fondation Custodia                           | 6104                          |
|       | Paysage avec cascade                                                     |              | 1670-1680                  |                 | musée d'histoire de l'art de Vienne          | GG_6984                       |
|       | Montagne avec cascade                                                    |              | 1670s                      |                 | Musée d'histoire de l'art de Vienne          | GG_449                        |
|       | Titre français non connu                                                 |              | 1670-1680                  |                 | Museum Kunsthaus Heylshof                    | G 53                          |
|       | Paysage fluvial avec un château sur une haute falaise                    |              | 1670-1680                  |                 | Musée d'art de Cincinnati                    | 1946.98                       |
|       | Titre français non connu                                                 |              | 1670-1680                  |                 | collection particulière                      |                               |
|       | Vue de la Damrak à Amsterdam                                             |              | 1670s                      |                 | Amsterdam Museum                             | SB 6330                       |
|       | Titre français non connu                                                 |              | 1670-1680                  |                 | musée Thyssen-Bornemisza                     | 356 (1930.101)                |
|       | Ferme en ruines                                                          |              | 1670-1680                  |                 | Rijksmuseum Amsterdam                        | SK-A-281                      |
|       | Quai à Amsterdam                                                         |              | 1670-1680                  |                 | The Frick Collection                         | 1910.1.110                    |
|       | Torrent de montagne                                                      |              | 1670s                      |                 | Metropolitan Museum of Art                   | 25.110.18                     |
|       | Vue de l'Amstel regardant vers Amsterdam                                 |              | 1670-1680                  |                 | Fitzwilliam Museum                           | 74                            |
|       | Paysage avec scène de chasse                                             |              | 1670-1680                  |                 | Statens Museum for Kunst                     | KMS2025                       |
|       | Maison de campagne dans un parc                                          |              | 1670-1680                  |                 | National Gallery of Art                      | 1960.2.1                      |
|       | Route à travers champs près de la Zuiderzee                              |              | 1670-1680                  |                 | musée Thyssen-Bornemisza                     | 357 (1934.18)                 |
|       | Paysage de Cascade                                                       |              | 1670-1680                  |                 | musée d'art d'Indianapolis                   | 44.54                         |
|       | Paysage rocheux avec château et cascade                                  |              | 1670s                      |                 | Dayton Art Institute                         | 53.1                          |
|       | Canal avec pont                                                          |              | 1670-1680                  |                 | Dulwich Picture Gallery                      | DPG349                        |
|       | Paysage d'hiver avec moulin et maison en construction                    |              | 1670-1680                  |                 | collection particulière                      |                               |
|       | Château et moulin à eau au bord d'une rivière                            |              | 1670-1680                  |                 | Minneapolis Institute of Art                 | 88.43                         |
|       | Lever de soleil dans un bois                                             | 90 × 77 cm   | vers 1670                  | huile sur toile | Wallace Collection                           | P247                          |
|       | Paysage d'hiver avec des personnages et un moulin à vent                 |              | 1670-1680                  |                 | collection particulière                      |                               |
|       | Paysage d'hiver près de Haarlem                                          |              | 1670-1680                  |                 | Städel                                       | 1109                          |
|       | Paysage de montagne le long d'une rivière                                |              | 1670-1680                  |                 | Michaelis Collection                         | 14/53                         |
|       | Titre français non connu                                                 |              | 1670-1680                  |                 | Städel                                       | 535                           |
|       | Champs de blé                                                            | 100 × 130 cm | vers 1670                  | huile sur toile | Metropolitan Museum of Art, New York         | 14.40.623                     |
|       | Le Damrak à Amsterdam                                                    |              | 1670                       |                 | musée Boijmans Van Beuningen                 | 1744 (OK)                     |
|       | Paysage rocheux avec cascade                                             |              | 1670                       |                 | collection particulière                      |                               |
|       | Titre français non connu                                                 |              | 1670                       |                 | collection particulière                      |                               |
|       | Titre français non connu                                                 |              | 1670                       |                 | collection particulière                      |                               |
|       | Titre français non connu                                                 |              | 1670                       |                 | Guildhall Art Gallery                        |                               |
|       | Une chute d'eau                                                          |              | 1670                       |                 | Dulwich Picture Gallery                      | DPG105                        |
|       | Paysage avec église près d'un torrent                                    |              | 1670                       |                 | Cleveland Museum of Art                      | 1962.256                      |
|       | Vue de Haarlem avec des champs de blanchiment                            |              | 1670                       |                 | Kunsthaus de Zurich                          |                               |
|       | Paysage vallonné avec une chute d'eau                                    |              | 1670                       |                 | collection particulière                      |                               |
|       | Titre français non connu                                                 |              | 1670                       |                 |                                              |                               |
|       | Champs de blanchiment près de Haarlem                                    |              | 1670                       |                 | musée des beaux-arts de Montréal             | 1945.92                       |
|       | Paysage d'hiver                                                          |              | 1670                       |                 | musée Boijmans Van Beuningen                 | 1745 (OK)                     |
|       | Paysage                                                                  |              | 1670                       |                 | National Gallery of Art                      | 1961.9.85                     |
|       | Paysage d'hiver                                                          |              | 1670                       |                 | musée Thyssen-Bornemisza                     | 358 (1934.19)                 |
|       | Vue de champs de blanchiment et Haarlem                                  | 55 × 62 cm   | 1670 - 1675                | huile sur toile | Mauritshuis, La Haye                         | 155                           |
|       | Paysage de cascade                                                       | 52 × 62 cm   | 1670 - 1682                | huile sur toile | Musée des Offices, Florence                  | 8436                          |
|       | Le coup de soleil                                                        |              | 1672                       |                 | Upton House National Trust                   | NT 446731                     |
|       | Titre français non connu                                                 |              | 1675                       |                 | National Gallery                             | NG1390                        |
|       | Vue de Alkmaar                                                           |              | 1675                       |                 | musée des beaux-arts de Boston               | 39.794                        |
|       | La Place du Dam à Amsterdam avec la Maison Peser                         |              | 1675                       |                 | Gemäldegalerie                               | 885D                          |
|       | Mer agitée                                                               |              | 1675                       |                 | musée des beaux-arts de Boston               | 57.4                          |
|       | Scène de plage                                                           |              | 1676                       |                 | musée de l'Ermitage                          | ГЭ-5616                       |
|       | La Côte de Zuiderzee près de Muiden                                      |              | 1678s                      |                 | Polesden Lacey                               | 1246494                       |
|       | Le Canal                                                                 |              | 1680s                      |                 | Philadelphia Museum of Art                   | Cat. 572                      |
|       | Ferme dans un paysage de dunes boisées                                   |              | 1680s                      |                 | Rijksmuseum Amsterdam                        | SK-A-3498                     |
|       | Vue de l'Amstel à partir d'Amsteldijk                                    |              | 1680                       |                 | Amsterdam Museum                             | SA 56435                      |
|       | Paysage avec ruines                                                      |              | 1682                       |                 | Rijksmuseum Amsterdam                        | SK-A-3343                     |
|       | Titre français non connu                                                 |              |                            |                 | Galerie nationale d'Écosse                   | NG 1798                       |
|       | Titre français non connu                                                 |              |                            |                 | musée royal des beaux-arts                   | 713                           |